# 高須英暢
高須 英暢（たかす ひでのぶ、1991年11月29日 - ）は、愛知県豊橋市出身の元サッカー選手。ポジションはFW。

## 経歴
大阪桐蔭高校出身のサッカー選手として初めてJ1のクラブとプロ契約を果たした。高校の同期には福村貴幸がいる。高校時代は左サイドハーフでプレーしていたが、川崎フロンターレではフォワードとして登録されていた。
2010年9月5日に行われた第90回天皇杯2回戦の鹿屋体育大学戦で途中出場し、公式戦デビューを果たす。
2011年1月19日、膝の怪我が完治せず全力プレーができないことから自らの希望で川崎を退団し、引退した。
2011年、中京大学に進学。

## 所属クラブ
ユース経歴
- FC豊橋デューミラン(豊橋市立吉田方中学校)
- 2007年 - 2009年 大阪桐蔭高校

プロ経歴
- 2010年 川崎フロンターレ

## 個人成績
| 国内大会個人成績 | 国内大会個人成績 | 国内大会個人成績 | 国内大会個人成績 | 国内大会個人成績 | 国内大会個人成績 | 国内大会個人成績 | 国内大会個人成績 | 国内大会個人成績 | 国内大会個人成績 | 国内大会個人成績 | 国内大会個人成績 |
| 年度             | クラブ           | 背番号           | リーグ           | リーグ戦         | リーグ戦         | リーグ杯         | リーグ杯         | オープン杯       | オープン杯       | 期間通算         | 期間通算         |
| 年度             | クラブ           | 背番号           | リーグ           | 出場             | 得点             | 出場             | 得点             | 出場             | 得点             | 出場             | 得点             |
| 日本             | 日本             | 日本             | 日本             | リーグ戦         | リーグ戦         | リーグ杯         | リーグ杯         | 天皇杯           | 天皇杯           | 期間通算         | 期間通算         |
| ---------------- | ---------------- | ---------------- | ---------------- | ---------------- | ---------------- | ---------------- | ---------------- | ---------------- | ---------------- | ---------------- | ---------------- |
| 2010             | 川崎             | 26               | J1               | 0                | 0                | 0                | 0                | 1                | 0                | 1                | 0                |
| 通算             | 日本             | 日本             | J1               | 0                | 0                | 0                | 0                | 1                | 0                | 1                | 0                |
| 総通算           | 総通算           | 総通算           | 総通算           | 0                | 0                | 0                | 0                | 1                | 0                | 1                | 0                |